# Pico Espejo
De Pico Espejo is een berg in de deelstaat Mérida in Venezuela en ligt in de bergketen Sierra Nevada de Mérida die onderdeel is van de Andes. De berg ligt met de omliggende páramos in het Nationaal Park Sierra Nevada.
De berg heeft een hoogte van 4880 meter boven zeeniveau. In 1911 werd de berg voor het eerst beklommen door Alfredo Jahn.

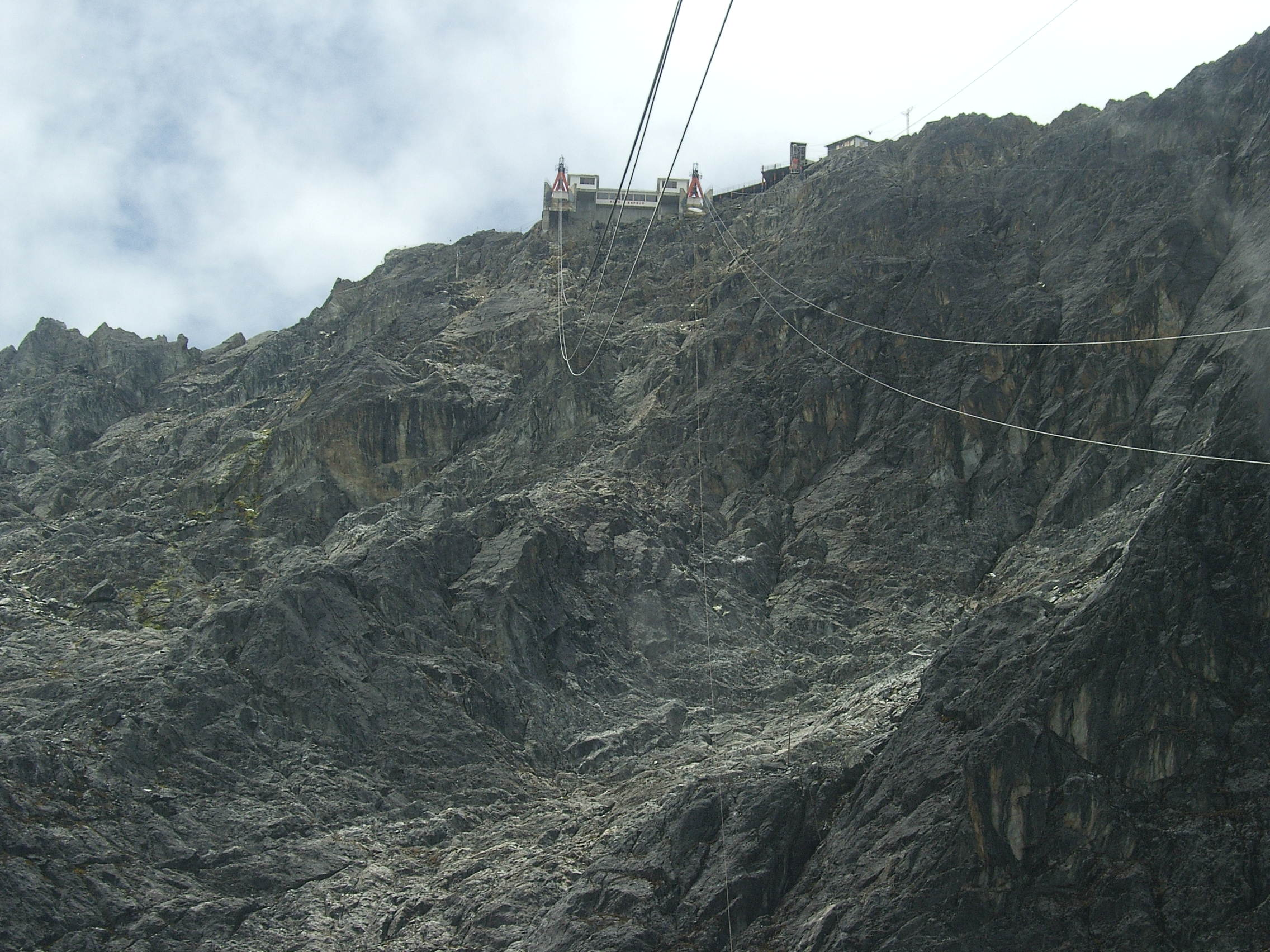
Kabelbaan